# Zygodon sulcatus
Zygodon sulcatus là một loài Rêu trong họ Orthotrichaceae. Loài này được (C. Knight) Dixon miêu tả khoa học đầu tiên năm 1923.